# Charles Dien

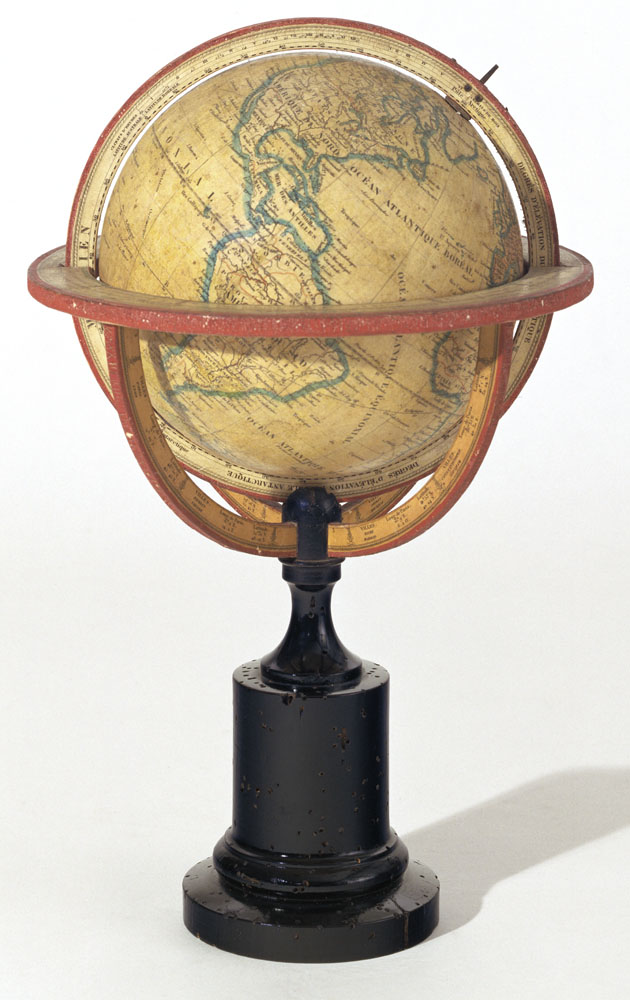
Un globo terrestre della Maison Delamarche, realizzato con la collaborazione di Charles Dien nel 1821, oggi conservato al Museo Galileo di Firenze.

Charles Jr. Dien (Parigi, 9 febbraio 1809 – Parigi, 29 novembre 1870) è stato un astronomo e cosmografo francese.

## Biografia
Astronomo e cosmografo all'Osservatorio di Parigi, contribuì al perfezionamento della costruzione di globi e sfere, dei quali realizzò alcuni esemplari. Collaborò con Félix Delamarche, per cui diresse la Maison Delamarche. È anche autore di fortunate opere a stampa sull'uso dei globi e delle sfere. È stato coscopritore della cometa non periodica C/1854 Y1 Winnecke-Dien.
Non deve essere confuso con suo padre, suo omonimo, Charles Dien, collaboratore anche lui della ditta Maison Delamarche quale incisore.